# Lamar County, Mississippi
Lamar County är ett administrativt område i delstaten Mississippi, USA. År 2010 hade countyt  55 658 invånare. Den administrativa huvudorten (county seat) är Purvis. Countyt har fått sitt namn efter politikern och juristen Lucius Quintus Cincinnatus Lamar.

## Geografi
Enligt United States Census Bureau så har countyt en total area på 1 295 km². 1 287 km² av den arean är land och 8 km² är vatten.

### Angränsande countyn
- Covington County - nord
- Forrest County - öst
- Pearl River County - syd
- Marion County - väst
- Jefferson Davis County - nordväst